# International Navigation Company
«International Navigation Company» («INC») — (рус. Международная Навигационная Компания (МНК)) — холдинговая компания, которая базировалась в Филадельфии. Компания владела 26 судами общим тоннажем 181000 тонн и перевозила больше пассажиров чем «Cunard Line» или «White Star Line» во времена реорганизации «International Navigation Company» в «International Mercantile Marine Company» («IMM») в 1902 году.

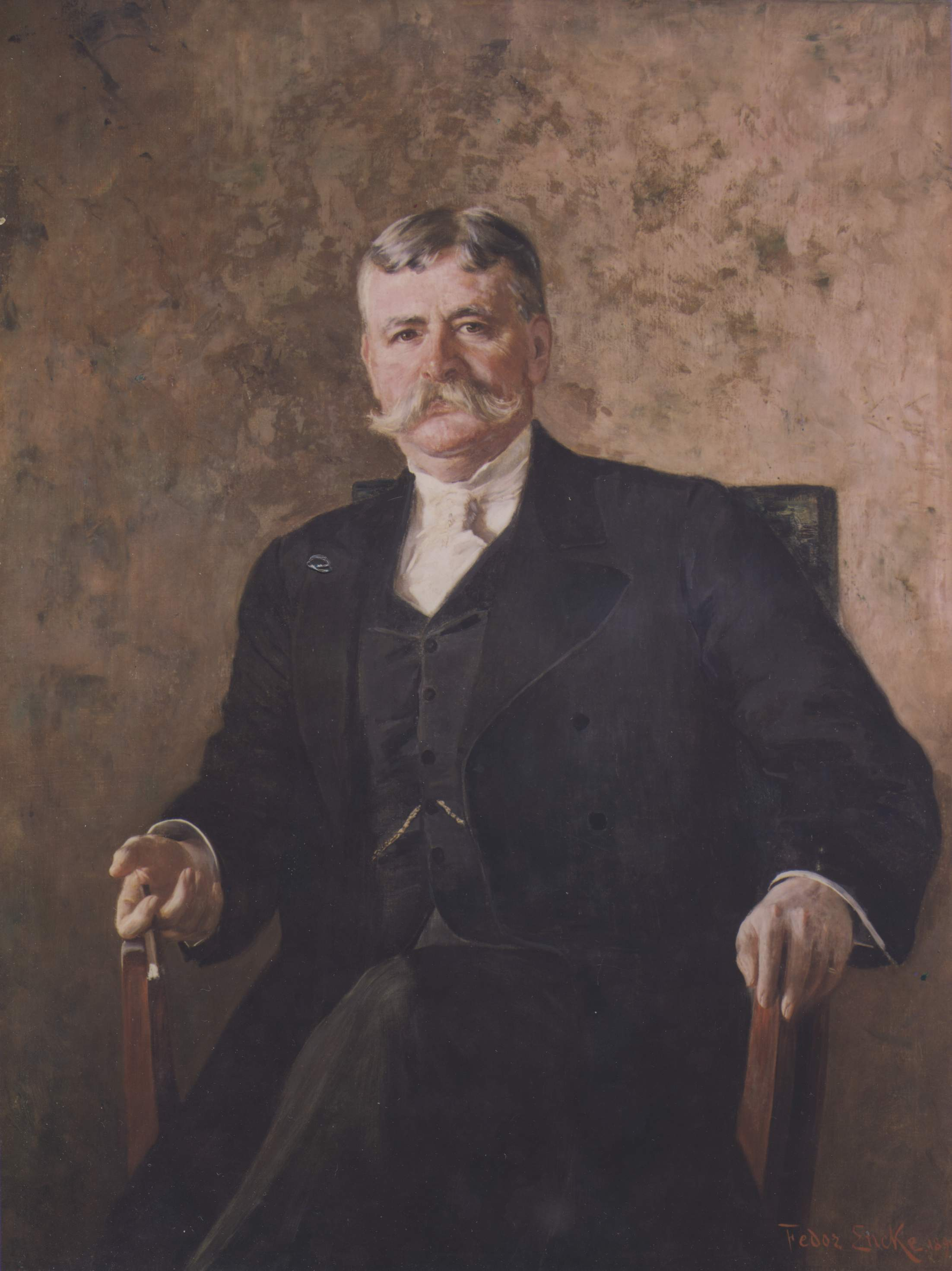
Портрет Клемента Актон Грискома — работа Федора Энке, 1899 год.

## История
«International Navigation Company» («INC» или «INCo») была сформирована в 1871 году с поддержки «Pennsylvania Railroad» («PRR») (рус. Железная дорога Пенсильвании) для работы судов под иноземным флагом на трансатлантических маршрутах через Филадельфию. Клемент Актон Гриском, генеральный менеджер компании «International Navigation Company», заключил соглашение с бельгийскими правительством, чтобы основать «Red Star Line» для обеспечения почтовой связи от Антверпена до Филадельфии и Нью-Йорка. Этот филиал обеспечивал большую часть прибыли компании на протяжении следующих 30 лет.
В 1873 году Гриском также взял на себе управление над «American Steamship Company», которая базировалась в Филадельфии и обеспечивала пассажирские и грузовые перевозки в Ливерпуль, и которая также была поддержана «Pennsylvania Railroad». Эта компания, известная как «American "Keystone" Line», была убыточной потому, что более высокие расходы были связаны с работой судов под американским флагом.
В 1884 году «International Navigation Company» («INC») приобрела активы «American Line».
В 1886 году «INC» также приобрела активы «Inman Line», — оператора почтовых услуг Ливерпуль-Нью-Йорк, пароходы которого ходили под британским флагом. «Inman Line» была в тяжёлом финансовом положении, стала банкротом и была захвачена в 1866 году своим наибольшим кредитором «International Navigation Company», который базировался в Филадельфии. Вице-президент фирми Клемент Гриском немедленно отправился в Ливерпуль с обязательствами от «Pennsylvania Railroad» выдать сумму 2 млн $ для строительства нового корабля, чтобы конкурировать с «Cunard» и «White Star». С поддержки «Pennsylvania Railroad» Гриском заказал два рекордсмена, два новых экспресс-лайнера, чтобы обновить судьбу и удачу «Inman Line». Таким образом принадлежавшая американским владельцам трастовая компания «International Navigation Company» приобрела «Inman line» и начала обновление экспресс-флота двумя будущими победителями Голубой Ленты Атлантики: «City of New York» и вторым был «City of Paris» 1888 года выпуска с судоремонтного завода. Так компания вступила в эпоху двухвинтовых пароходов, что послужило концом в необходимости запасных парусов на пароходах. Тем не менее, британское правительство обеспечивает смену владельца «Inman Line» и отменило договор автора о техническом обслуживании «Inman Line». Гриском успешно лоббировал Конгресс, чтобы заменить флаг на двух новых экспресс-лайнерах и получить право на американские почтовые субсидии. В 1893 году были объединены «Inman Line» с «American Line» и компания построила два дополнительных экспресс-лайнера в США, чтобы создать премиум-еженедельный сервис, который уже имел направление в Саутгемптон.
Клемент Актон Гриском полагает, что основные линии надо объединить для управления мощностью и быстрейшего избегания войн. В 1899 году он познакомился с Джоном П. Морганом, инвестиционным банкиром, который был ответственным за большинство из крупных слияний в течение этого периода. При финансировании за счёт синдиката Моргана, Клемент Актон Гриском и Джон Пирпонт Морган в 1902 году расширили «International Navigation Company» путём приобретения «Atlantic Transport Line», «Leyland Line», «White Star Line», «Dominion Line» и половины «Holland America Line». «International Navigation Company» была переименована в «International Mercantile Marine Company» («IMM»).

### Постскриптум
В 1920-х и 1930-х годах «IMM» постепенно продала большую часть своих иноземных дочерних компаний.
В 1930 году «Roosevelt Steamship Company» приобрела 51 % акций «International Mercantile Marine Company».
В 1931 году Roosevelt IMM стал менеджером от правительства для управления собственностью правительства «United States Lines», когда покупатель линии потерпел дефолт по платежам.
In 1934, Roosevelt IMM приобрел большую часть акций «US Line» за 1,1 млн. $.
В 1943 году все «US Line», «Roosevelt Линия» и «IMM» операции были объединены и совмещённая эксплуатация стала использовать название «US Line». «US Line» стала после Второй мировой войны одним из крупнейших международных грузоотправителей и в 1950-х годах была вторым по величине трансатлантическим пассажирского перевозчиком пассажиров, вторым после «Cunard».
В 1986 году компания «US Lines» была ликвидирована, так как не удался расширяющийся бизнес по контейнерным перевозкам.